# Сарапульський повіт
Сара́пульський пові́т (рос. Сарапульский уезд) — історична адміністративно-територіальна одиниця Російської імперії та РРФСР, що існувала з 22 вересня 1780 року до 4 листопада 1926 року.
З самого початку повіт відносився до В'ятського намісництва Казанської губернії, в 1796 році як наслідок політики Павла I В'ятське намісництво було наділене статусом губернії.
В 1920 році північні та західні волості були включені у новостворену Вотську АО, де увійшли до складу Іжевського та Дебьоського повітів. Агризька та Ісенбаєвська волості були передані Татарській АРСР, а сам повіт перейшов до Пермської губернії. 
1923 року в ході територіальної реформи, губернія була приєднана до Уральської області, повіт був розформований, а його територія увійшла до новоствореного Сарапульського округу.